# ميخائيل بروكس (صحفي)
ميخائيل بروكس (بالإنجليزية: Michael Brooks)‏ هو صحفي ومؤرخ أمريكي، ولد في 1 مارس 1964 في ديترويت في الولايات المتحدة.